# Chakrane
Chakrane (franska: Chakrane (CR), Chakrane (Commune Rurale), arabiska: شقران) är en kommun i Marocko.   Den ligger i provinsen Al Hoceïma och regionen Tanger-Tétouan-Al Hoceïma, i den nordöstra delen av landet, 280 km öster om huvudstaden Rabat. Antalet invånare är 6 769.